# 스베틀라나 주로바

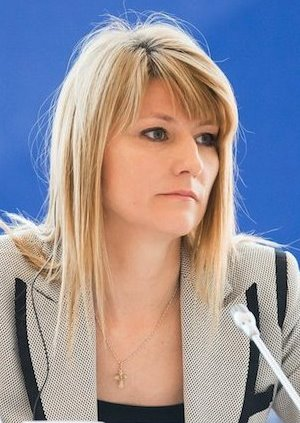

스베틀라나 세르게예브나 주로바(러시아어: Светлана Сергеевна Журова, 1972년 1월 7일~)는 러시아의 여자 스피드 스케이팅 선수이다. 단거리 전문 선수로, 소련 국적으로 1989년부터 국제 무대에서 활동했고, 2006년 동계 올림픽 500m에서 금메달을 딴 후 은퇴했다. 2014년 동계 올림픽의 선수촌장을 맡았다.